# Notranjskokraška
Notranjskokraška is een statistische regio in Slovenië. De regio's vormen in Slovenië geen bestuursniveau: Slovenië kent slechts het gemeentelijke en landelijke bestuur.
Tot Notranjskokraška behoren de volgende gemeenten:
- Bloke
- Cerknica
- Ilirska Bistrica
- Loška Dolina
- Pivka
- Postojna

Gorenjska · Goriška · Jugovzhodna Slovenija · Koroška · Notranjskokraška · Obalnokraška · Osrednjeslovenska · Podravska · Pomurska · Savinjska · Spodnjeposavska · Zasavska